# Dioscorea fastigiata
Dioscorea fastigiata är en enhjärtbladig växtart som beskrevs av Claude Gay. Dioscorea fastigiata ingår i släktet Dioscorea och familjen Dioscoreaceae. Inga underarter finns listade i Catalogue of Life.